# 上ノ島町

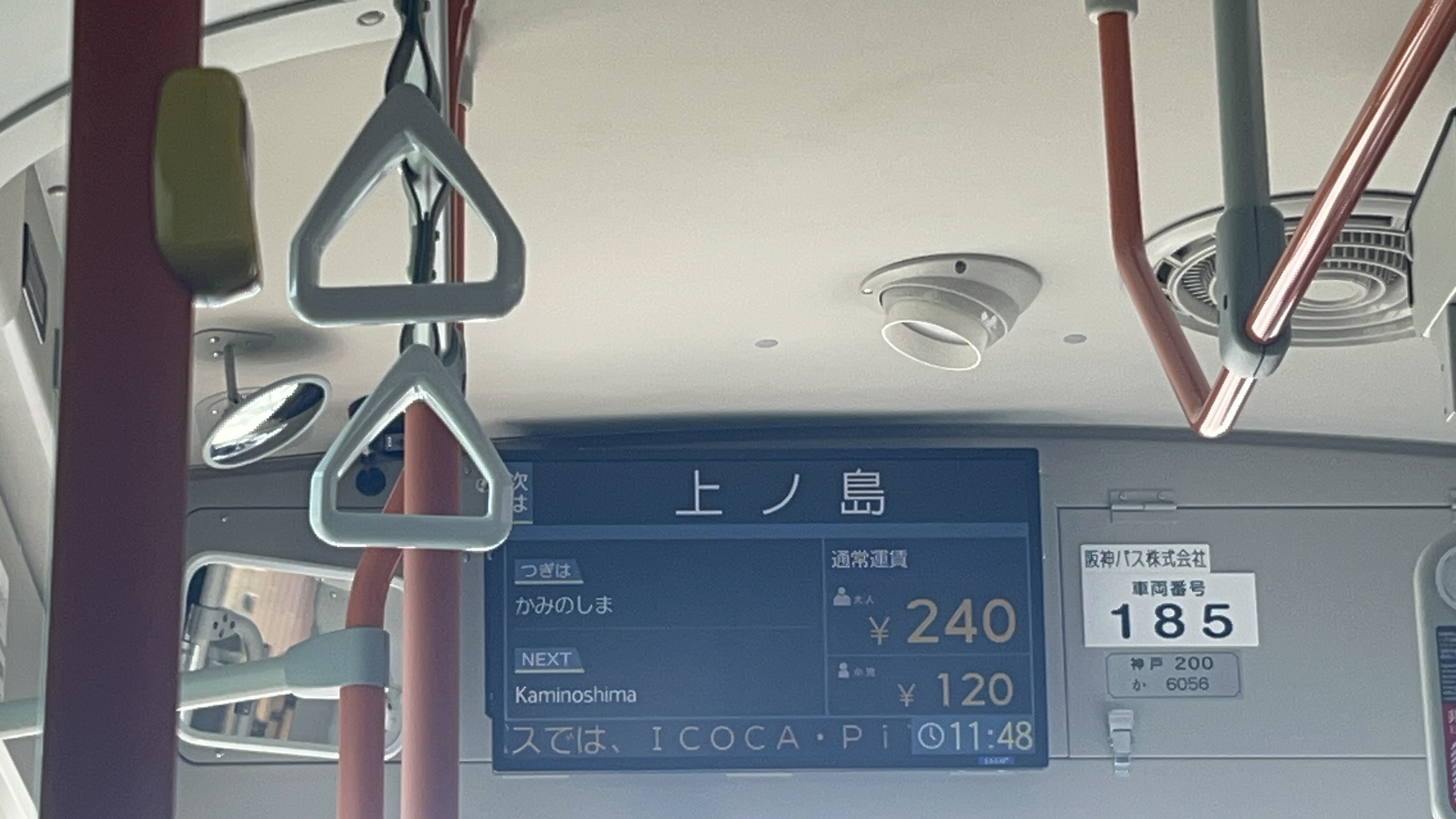
阪神バス上ノ島停留所案内

上ノ島町（かみのしまちょう）は、兵庫県尼崎市にある町丁。1丁目から3丁目まである。郵便番号は661-0014。座標: 北緯34度44分57.116秒 東経135度24分04.586秒 / 北緯34.74919889度 東経135.40127389度

## 地理
東は栗山町・南塚口町、西は南武庫之荘、南は立花町、北は富松町と隣接している。

## 交通

### 鉄道
鉄道は走っていない。

### バス
| 路線番号   | 業者     | 起点         | 町内の停留所                       | 終点                   |
| ---------- | -------- | ------------ | ---------------------------------- | ---------------------- |
| 14         | 阪神バス | 阪急塚口     | (南塚口町)-上ノ島-(栗山町)         | 阪神出屋敷             |
| 30         | 阪神バス | 阪急塚口     | (塚口町)-上ノ島-(栗山町)           | 武庫川                 |
| 31         | 阪神バス | 阪急塚口     | (塚口町)-上ノ島-(栗山町)           | 阪神尼崎               |
| 47         | 阪神バス | 武庫営業所   | (南武庫之荘)-北雁替公園前-(水堂町) | 武庫川                 |
| 47-2       | 阪神バス | 武庫営業所   | (南武庫之荘)-北雁替公園前-(水堂町) | 武庫川                 |
| 48         | 阪神バス | 阪急武庫之荘 | (塚口町)-上ノ島-(栗山町)           | JR尼崎北               |
| 48-2       | 阪神バス | 阪急武庫之荘 | (塚口町)-上ノ島-(栗山町)           | JR尼崎南               |
| AD1        | 阪神バス | 武庫営業所   | (南武庫之荘)-北雁替公園前-(水堂町) | 尼崎ドライブスクール前 |
| 伊丹立花線 | 阪神バス | 金井町       | (富松町)-北雁替公園前-(水堂町)     | JR立花                 |

## 校区
出典:
| 丁目 | 区域 | 小学校       | 中学校     |
| ---- | ---- | ------------ | ---------- |
| 1    | 全域 | 立花北小学校 | 立花中学校 |
| 2    | 全域 | 立花北小学校 | 立花中学校 |
| 3    | 全域 | 立花北小学校 | 立花中学校 |

## 施設

### 1丁目
- 尼崎市立尼崎高等学校
- 上ノ島西公園
- 南武庫之荘ゴルフセンター

### 2丁目
- ドミノ・ピザ上ノ島店
- 南雁替子ども広場

### 3丁目
- 尼崎市立立花中学校
- 高田公園
- 上の島高田町子ども広場
- 尼崎市消防局 北消防署
- 和食さと 立花店